# Auto Avio Costruzioni 815
Chronologie des modèles (1940)
Ferrari 125
L'Auto Avio Costruzioni 815 ou AAC 815 ou Ferrari 815 est une automobile italienne de la marque Auto Avio Costruzioni de 1940, conçue en deux exemplaires par Enzo Ferrari. Elle est considérée par certains comme la première Ferrari de l'histoire de la marque.

## Historique
Passionné de voiture de course, Enzo Ferrari est pilote dans les années 1920 pour la marque Alfa Romeo. Il fonde en 1929 la concession Alfa Romeo « Scuderia Ferrari » à Modène, qui devient l'écurie de course officielle d'Alfa Romeo en 1933.

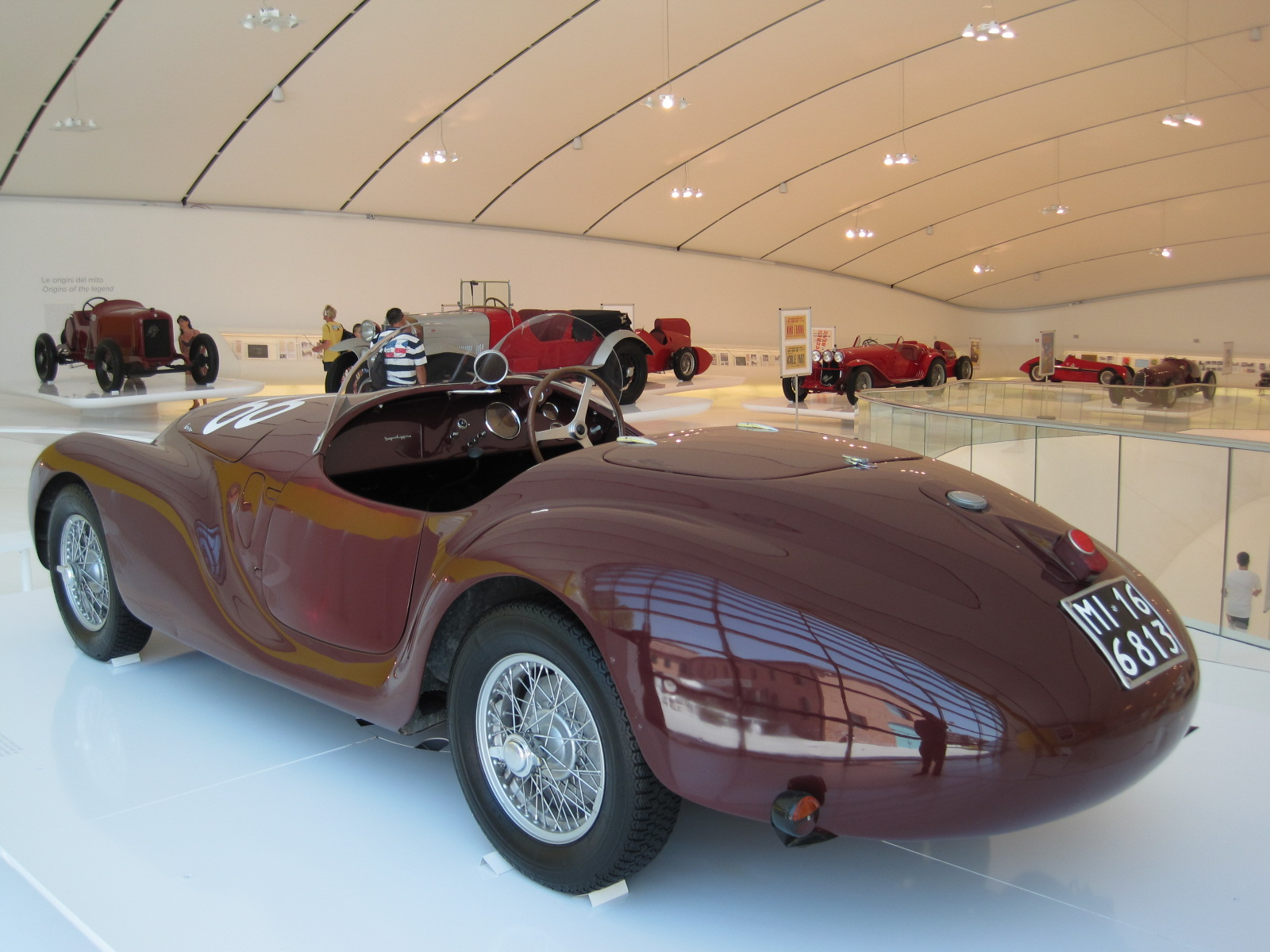
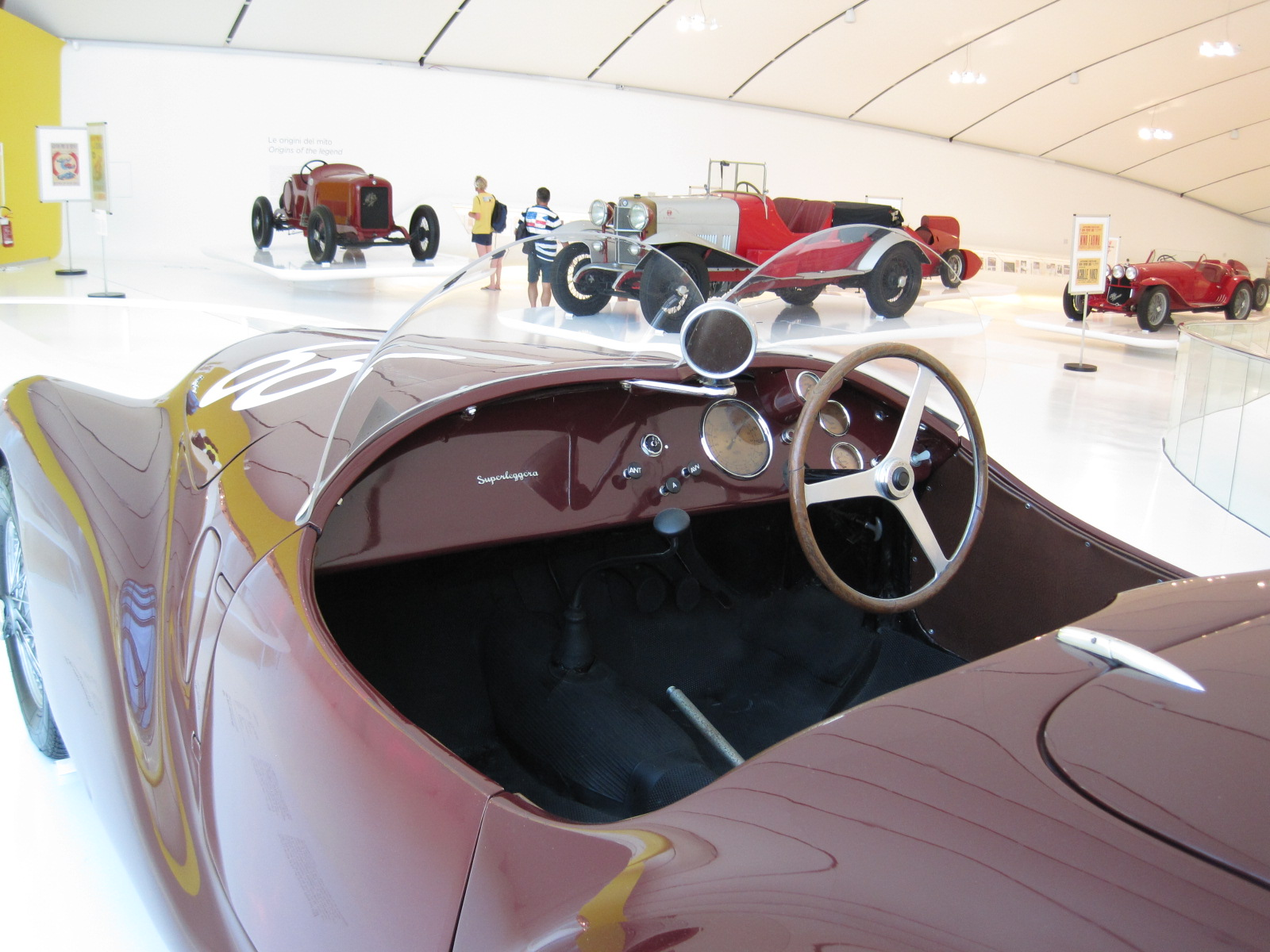
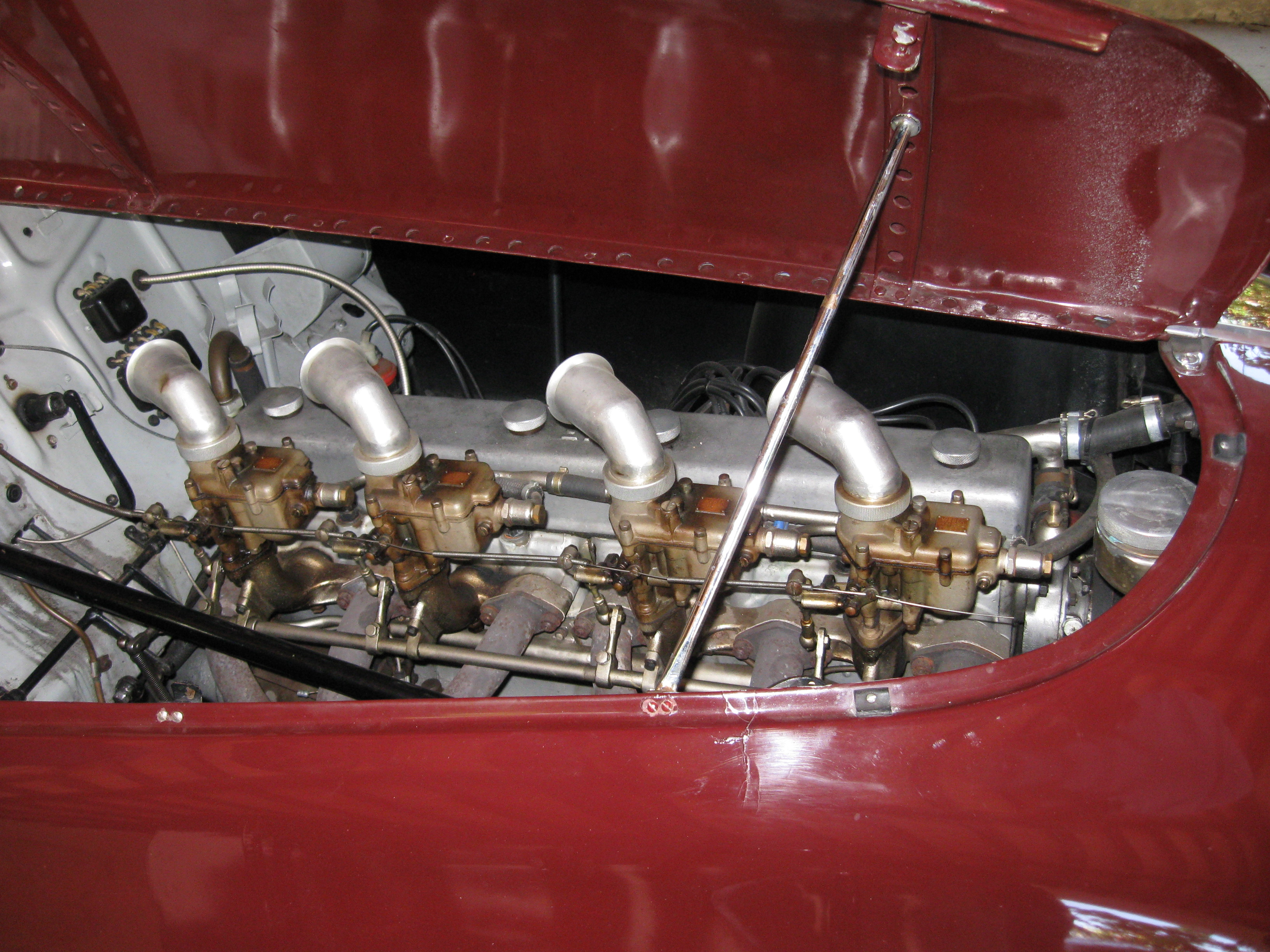

Alfa Romeo est confisqué en 1938 par Benito Mussolini à titre d'effort de guerre. Enzo Ferrari rompt alors son contrat avec la marque, ce qui le contraint à dédommager Alfa Romeo et lui interdit de fabriquer des voitures sous son nom commercial Scuderia Ferrari durant quatre ans, à titre de clause de non-concurrence.
Il fonde alors le 13 septembre 1939 Auto Avio Costruzioni (AAC) à Modène, avec les ingénieurs Alberto Massimino, Vittorio Bellentani, Enrico Nardi, etc., pour fabriquer des machines-outils et des pièces mécaniques d'avions pour l'Italie. En 1940, le richissime pilote et marquis de Modène Lotario Rangoni lui passe une commande pour lui et Alberto Ascari, de création de deux exemplaires de voiture de course.
L'Auto Avio Costruzioni 815 est alors en grande partie basée sur un châssis de Fiat 508 Balilla (le journal automobile Rétroviseur fait état d'un châssis devant beaucoup à Alfa Romeo). Le design de la carrosserie Superleggera est signé Touring, d'après son procédé Flying Star. Enzo Ferrari équipe sa création d'un moteur innovant de 8 cylindres en ligne de 1,5 L (d'où le nom « 815 »), composé de deux 4 cylindres Fiat mis bout à bout, avec une seule tête d'arbre à cames, et deux soupapes par cylindre, pour une vitesse de 170 km/h.
Elle est dévoilée à la course Mille Miglia 1940 et le journal britannique Motor la présente alors dans son édition du 1er mai 1940, comme la nouvelle Ferrari 815. La Seconde Guerre mondiale ne permet malheureusement pas le succès de cette automobile qui ne laisse qu'une trace anecdotique dans l'histoire de Ferrari.
En 1942, Enzo Ferrari fonde son usine Ferrari de Maranello, puis fonde en 1947 la société de construction automobile Ferrari. Il conçoit et produit sa seconde Ferrari de route et de course, la Ferrari 125, qui remporte le Grand Prix automobile de Rome de 1947.
L'Auto Avio Costruzioni 815 participe à ce jour à quelques courses d'automobile de collection telles que les Mille Miglia historiques.

## Tentative de résurrection de la marque
En 2004, la marque Auto Avio Costruzioni est à nouveau déposée par un groupe de passionnés d'automobiles sportives dans le but de construire une nouvelle voiture basée sur la Ferrari F430, dotée d'un moteur V12 de Ferrari 599 GTB Fiorano, prévu pour 2010. Le projet est à ce jour suspendu à la suite d'une attaque en justice de Ferrari.